# Paowan
Paowan is een bestuurslaag in het regentschap Situbondo van de provincie Oost-Java, Indonesië. Paowan telt 6472 inwoners (volkstelling 2010).